# 美沢将
美沢 将（みさわ まさる、1988年3月3日 - ）は、鹿児島県大島郡喜界町出身の警察官、元プロ野球選手（内野手）。右投右打。

## 来歴・人物

### プロ入り前
鹿児島県大島郡喜界町出身。小学生時代はサッカー少年だったが、中学校にはサッカー部がなかったため野球に転向。
喜界高時代に、投手から遊撃手となる。
高校卒業後には、野球をやめて自衛隊への入隊を希望していたものの、高校の監督の勧めによって県内の第一工業大学へ進学。大学ではすぐにショートのレギュラーをつかみ、1年春に鹿児島県リーグで新人賞、2年秋にはMVPなど、クリーンアップを打って活躍。県リーグ通算15本塁打。
2009年10月29日に行われたドラフト会議において埼玉西武ライオンズに2位で指名され、入団。美沢の指名が決まった日、喜界町では防災行政無線を使用して指名が島の住民に伝えられた。喜界町出身者としては高橋英樹に続き2人目のプロ野球選手となった。

### プロ入り後
2010年、二軍でのフレッシュオールスターゲームのメンバーに選ばれるが、怪我のため辞退した。オフには10月に台湾で開催された第17回IBAFインターコンチネンタルカップの日本代表に選ばれた。
その後、2012年まで一軍での出場は無く、2013年8月15日の対ソフトバンク戦（西武ドーム）で初先発初出場を果たし、1回裏の第1打席で初安打・初打点を記録した。守備位置は二塁手としてのみ出場したが、二軍ではプロ入りから引退までに二塁手の他一塁手、三塁手、遊撃手としても出場している。オフに背番号が44に変更された。
2014年は代走での出場1試合のみに終わると、10月2日に球団から戦力外通告を受け、12月2日に自由契約選手になった。

### 現役引退後
自由契約後は現役を引退し、地元鹿児島で消防士になることを目指していたが、その後目指す進路を消防士より警視庁で警察官として勤務している実兄と同じ警察官に変更し、地元の鹿児島県警察官採用試験を受験して合格した。2016年より同県警の警察官として勤務している。

## 詳細情報

### 年度別打撃成績
| 年 度     | 球 団     | 試 合 | 打 席 | 打 数 | 得 点 | 安 打 | 二 塁 打 | 三 塁 打 | 本 塁 打 | 塁 打 | 打 点 | 盗 塁 | 盗 塁 死 | 犠 打 | 犠 飛 | 四 球 | 敬 遠 | 死 球 | 三 振 | 併 殺 打 | 打 率 | 出 塁 率 | 長 打 率 | O P S |
| --------- | --------- | ----- | ----- | ----- | ----- | ----- | -------- | -------- | -------- | ----- | ----- | ----- | -------- | ----- | ----- | ----- | ----- | ----- | ----- | -------- | ----- | -------- | -------- | ----- |
| 2013      | 西武      | 5     | 14    | 12    | 1     | 1     | 0        | 0        | 0        | 1     | 1     | 0     | 0        | 0     | 0     | 1     | 0     | 1     | 6     | 0        | .083  | .214     | .083     | .298  |
| 2014      | 西武      | 1     | 0     | 0     | 1     | 0     | 0        | 0        | 0        | 0     | 0     | 0     | 0        | 0     | 0     | 0     | 0     | 0     | 0     | 0        | ----  | ----     | ----     | ----  |
| 通算：2年 | 通算：2年 | 6     | 14    | 12    | 2     | 1     | 0        | 0        | 0        | 1     | 1     | 0     | 0        | 0     | 0     | 1     | 0     | 1     | 6     | 0        | .083  | .214     | .083     | .298  |

### 年度別守備成績
| 年 度 | 二塁 | 二塁 | 二塁 | 二塁 | 二塁 | 二塁   |
| 年 度 | 試合 | 刺殺 | 補殺 | 失策 | 併殺 | 守備率 |
| ----- | ---- | ---- | ---- | ---- | ---- | ------ |
| 2013  | 5    | 5    | 6    | 0    | 3    | 1.000  |
| 通算  | 5    | 5    | 6    | 0    | 3    | 1.000  |

### 記録
- 初出場・初先発出場：2013年8月15日、対福岡ソフトバンクホークス16回戦（西武ドーム）、7番・二塁手で先発出場
- 初打席・初安打・初打点：同上、1回裏に嘉弥真新也から右前適時打

### 背番号
- 4（2010年 - 2013年）
- 44（2014年）

### 登場曲
- T.M.Revolution 「HOT LIMIT」（2013年 - 2014年）